# Disconectes coxalis
Disconectes coxalis is een pissebed uit de familie Munnopsidae. De wetenschappelijke naam van de soort is voor het eerst geldig gepubliceerd in 1983 door Kussakin.